# Westdeutscher Rundfunk
Westdeutscher Rundfunk (en español, "Radiodifusora del Oeste Alemán"), por sus siglas WDR y conocida legalmente como Westdeutscher Rundfunk Köln, es la empresa de radio y televisión pública que presta servicio a Renania del Norte-Westfalia.
WDR forma parte de la ARD, la organización conjunta de radiodifusoras públicas de Alemania, y es el grupo que más contribuye a la misma. A nivel regional gestiona once emisoras de radio (seis en señal abierta y cinco digitales) y un canal de televisión.
Aunque WDR se creó en 1956, debe su origen a una radiodifusora anterior, Nordwestdeutscher Rundfunk, creada en 1945 al terminar la Segunda Guerra Mundial. Diez años después se acordó su división en dos empresas: WDR para Renania del Norte-Westfalia y NDR para Hamburgo, Baja Sajonia y Schleswig-Holstein.

## Historia
En 1955 se acordó la división de Nordwestdeutscher Rundfunk, uno de los mayores grupos radiodifusores de la ARD y establecido en la zona de ocupación británica al norte de Alemania Occidental, en dos empresas: Westdeutscher Rundfunk (WDR), que emitiría para la región más poblada de la zona (Renania del Norte-Westfalia), y Norddeutscher Rundfunk (NDR), que cubriría Hamburgo, Baja Sajonia y Schleswig-Holstein. El grupo WDR inició su actividad el 1 de enero de 1956 con un centro de producción para la televisión nacional (actual Das Erste) y dos emisoras de radio: WDR 1 y WDR 2.
El grupo se desarrolló en la década de 1960 y fue uno de los más potentes de la ARD. En 1962 creó su tercera cadena de radio (WDR 3) y el 17 de diciembre de 1965 inició las emisiones de su propio canal regional de televisión, Westdeutsches Fernsehen. Por otro lado, produjo algunos de los programas más importantes de la primera cadena alemana, como el noticiario deportivo "Sportschau" (1961), el magacín político "Monitor" (1965), la serie infantil "Die Sendung mit der Maus" (1971) o las novelas "Lindenstraße" (1985) y "Verbotene Liebe" (1995).
El grupo amplió su oferta de radios a cinco emisoras en los años 1990, con la creación de WDR 4 -especializada en música tradicional alemana- y la cultural WDR 5. En 1995 reconvirtió su primera emisora en la cadena juvenil 1 LIVE, cuya fórmula estaba basada en BBC Radio 1. En 2000 fue una de las primeras empresas de la ARD en crear un departamento específico para internet. Y cuatro años después comenzó a invertir en alta definición. WDR produjo la señal mundial de la Jornada Mundial de la Juventud 2005.

## Organización
WDR funciona bajo una Ley de Radiodifusión propia (Gesetz über den Westdeutschen Rundfunk Köln), que la define como una institución pública sin ánimo de lucro, regula sus órganos de dirección y define los principios bajo los que debe regirse.
La sede y centro principal de producción de WDR se encuentra en Colonia, si bien la estructura del grupo está bastante descentralizada. Dispone de diez estudios regionales (Lokalzeit); los más importantes son los de Düsseldorf y Dortmund, mientras que el resto están en Aquisgrán, Bielefeld, Bonn, Duisburgo, Essen, Münster, Siegen y Wuppertal. Además, cuenta con cinco oficinas regionales y cuatro delegaciones en ciudades con menor población.
Dentro de la estructura de ARD, se encarga junto con NDR de las corresponsalías en Washington D. C., Nueva York, Bruselas, París, Moscú, Nairobi, Varsovia y Amán.
En Alemania se cobra un impuesto directo para el mantenimiento de la radiodifusión pública (ARD, ZDF y Deutschlandradio), a través de la empresa conjunta GEZ. El pago es obligatorio para todo aquel que tenga una radio, televisor o cualquier otro aparato que reciba señal. Cada hogar pagó 17,98 euros al mes en 2013. WDR depende del dinero que le otorgue la ARD. La mayor parte del presupuesto se destina a televisión. Las emisoras de radio 1 Live, WDR 2 y WDR 4 pueden emitir publicidad con limitaciones.

## Servicios

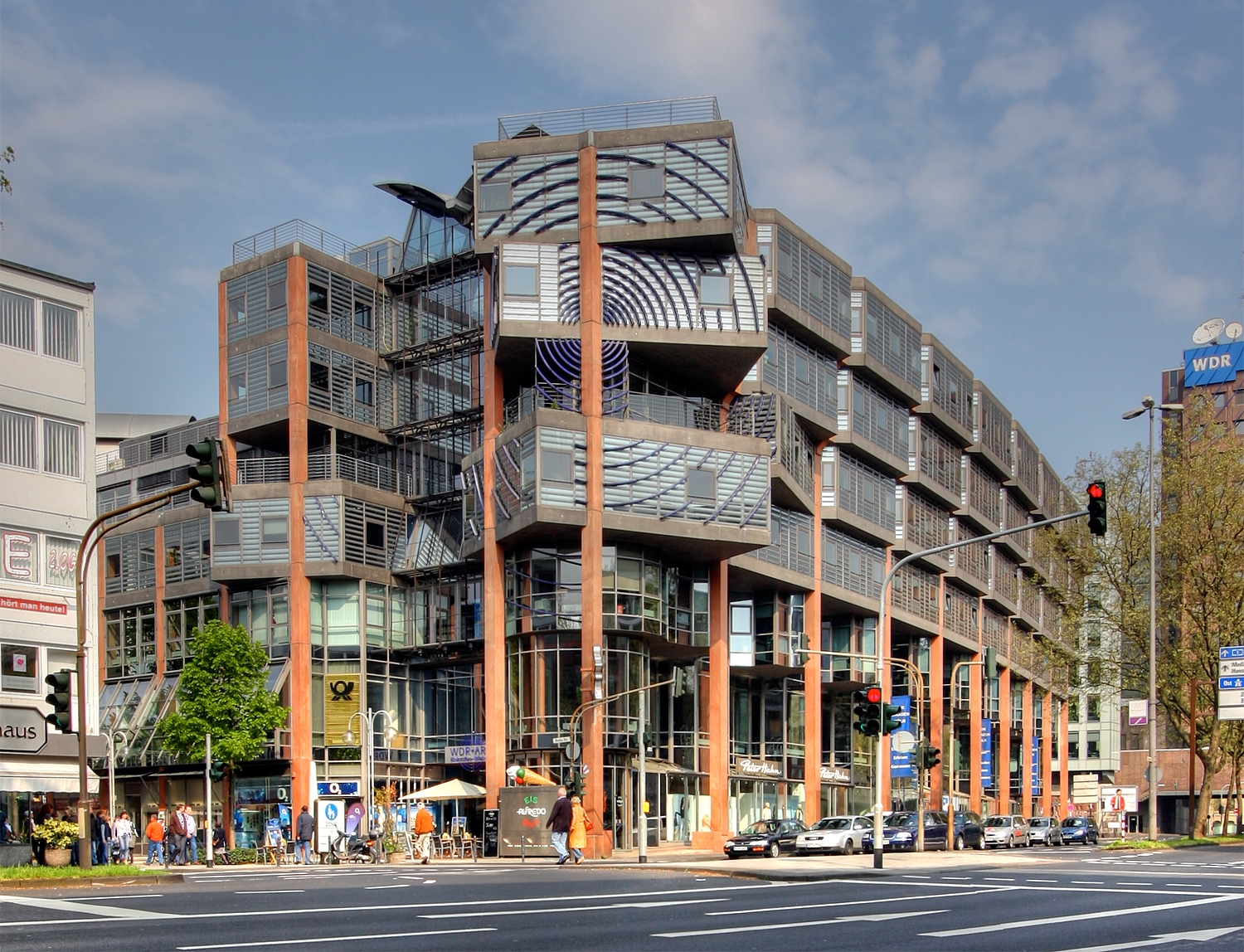
Archivos históricos de WDR en Colonia.

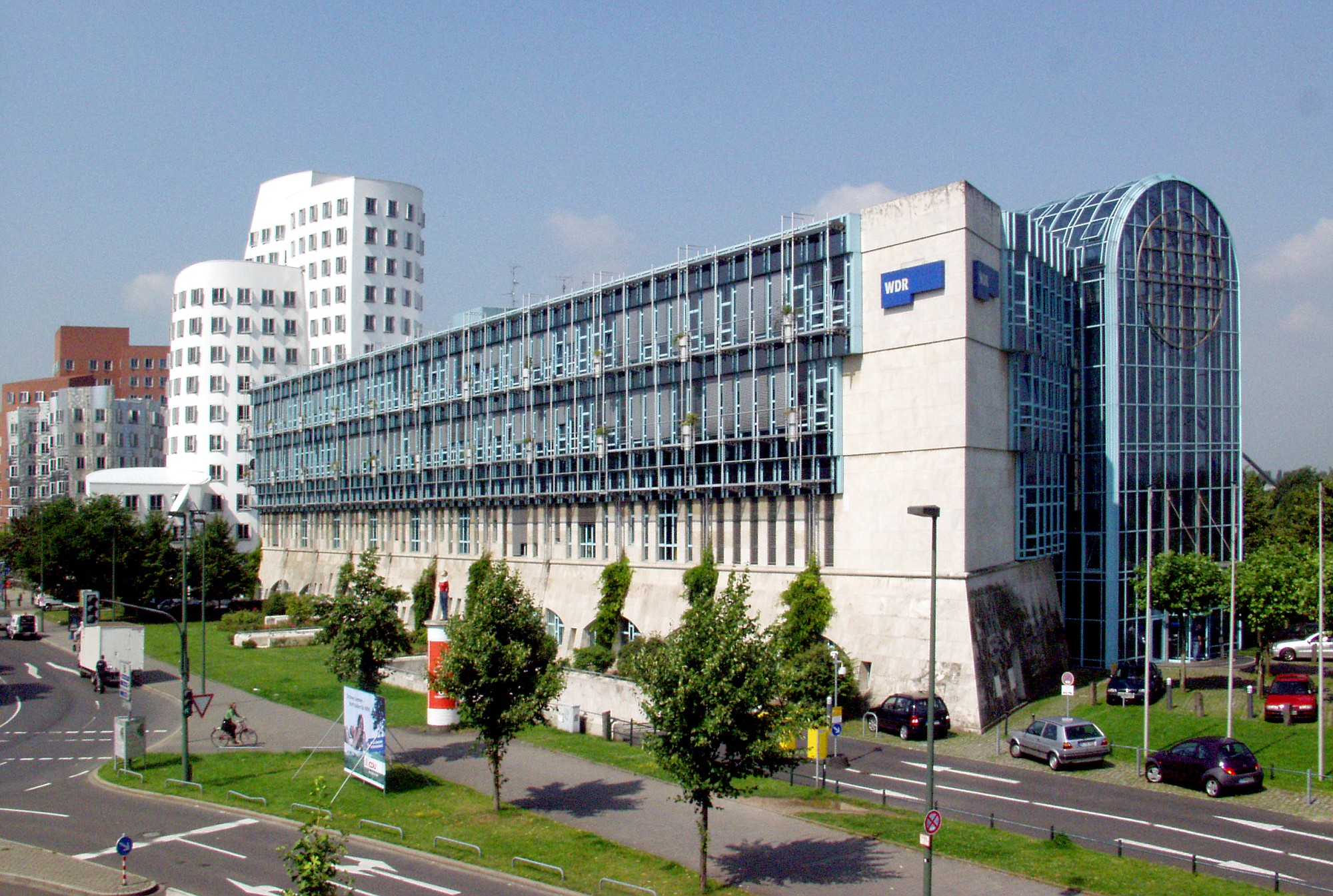
Estudios de WDR en Düsseldorf.

### Radio
WDR gestiona once emisoras de radio. Cinco de ellas están disponibles en señal abierta (FM, cable, satélite y digital):
- 1 LIVE: Radio musical dirigida a un público joven, con una fórmula basada en BBC Radio 1. Comenzó a emitir bajo esa marca el 1 de abril de 1995. Es heredera de WDR 1, primera emisora de radio del grupo, que se fundó el 1 de enero de 1956.
- WDR 2: Cadena con música (adult contemporary), boletines informativos y programas deportivos. Se puso en marcha el 3 de abril de 1950. Es la única que emite en onda media y a través de esa frecuencia ofrece las sesiones parlamentarias.
- WDR 3: Programación cultural con música clásica, jazz, y música universal. Empezó el 30 de abril de 1964.
- WDR 4: Radio pensada para la tercera edad, con programas y música melódica en alemán. Nació el 1 de enero de 1984.
- WDR 5: Radio de información continua y programación hablada. Se puso en marcha el 7 de octubre de 1991.

WDR participa también en un proyecto de radio internacional, COSMO, en colaboración con RBB y Radio Bremen. Se dirige a los extranjeros e inmigrantes en Alemania. No cubre toda su zona de cobertura.
Las siguientes emisoras solo están disponibles en radio digital e internet:
- 1 Live Diggi: Servicio complementario de 1 LIVE. Hay distintas radiofórmulas en función del género musical.
- KiRaKa: Emisora de radio infantil. Disponible desde el 4 de septiembre de 2006.
- WDR Event: Sesiones parlamentarias, debates y acontecimientos especiales. Desde el 3 de marzo de 2006.
- WDR VERA: Información del tráfico. Se inició en 1997.

### Televisión
WDR produce programas para la ARD, tanto en el nacional Das Erste como en el resto de canales donde la corporación participa (3sat, KiKA, Arte y (Phoenix). Además gestiona un canal de televisión:
- WDR Fernsehen: Su programación es generalista y está dirigida a Renania del Norte-Westfalia. Comenzó a emitir el 17 de diciembre de 1965. A lo largo de su historia ha tenido distintas denominaciones como Westdeutsches Fernsehen o West 3, hasta que en 2004 adoptó su denominación actual. Se nutre de los espacios que realizan sus centros territoriales.

### Organizaciones musicales
- Orquesta Sinfónica de la WDR de Colonia: Orquesta sinfónica especializada en un repertorio clásico. Fue fundada en 1947.
- Orquesta Radiofónica de la WDR de Colonia: Orquesta radiofónica, cuyo repertorio es más contemporáneo. Fundada en 1956.
- Coro de la WDR: Orquesta coral. Fue fundada en 1947.
- Big Band de la WDR: Big Band fundada en 1947.

## Logotipos

1956-1971
1972–1988
1994-2012
Desde 2012